# California Institute for Yiddish Culture and Language
Il California Institute for Yiddish Culture and Language (CYCL) è stato avviato nel 1999 e funge da centro multi-generazionale per l'insegnamento, la promozione, la celebrazione e l'apprendimento dello yiddish in tutte le sue incarnazioni, con una particolare attenzione sulle arti e altre aree che influenzano la formazione culturale che ne informa l'esistenza. L'istituto deve la sua fondazione a Miriam Koral, che è la direttrice fondatrice, e che, come istruttrice yiddish all'UCLA e madrelingua yiddish, ha creato il centro e la comunità che riunisce autori, drammaturghi, musicisti, poeti, artisti e altri nell'area di Los Angeles.